# Парусная лыжа

Катание на лыжах с парусом в XIX веке.

Па́русная лы́жа — спортивный снаряд для развлечений и соревнований, представляющий собой лыжу, вооружённую парусом-крылом. Является зимним аналогом виндсерфинга.
Соревнования по парусной лыже относятся к буерному спорту, и являются достаточно молодой дисциплиной.

## Конструкция
Конструкция парусной лыжи состоит из одной или нескольких лыж, платформы на которой стоит спортсмен, и паруса. Как правило, парус, мачта и гик используются от парусной доски. Мачта соединяется с платформой через степс.
Количество лыж строго не регламентировано, обычно используется одна. Поскольку промышленным образом снаряды не изготовляются, то обычно приспосабливают прыжковые или горные лыжи. Преимуществом первых является возможность движения по снегу некоторой толщины, вторые обеспечивают лучшие характеристики по скорости и управляемости.
Вариантом парусной лыжи может являться коньковая платформа. В этом случае платформа опирается на несколько коньков (обычно три). Такая конструкция является гибридом парусной лыжи и буера.

## Техника управления
Старт лыжи осуществляется с места. Спортсмен, держа одну ногу на платформе, другой делает несколько толчковых движений и нагружает парус ветром.
В зависимости от типа лыж, спортсмен на снаряде может ходить полными курсами, а законтрив один из кантов лыжи в лавировку под небольшими углами атаки.
Остановка лыжи осуществляется обезветриванием паруса.